# Małgorzata Misiuk
Małgorzata Misiuk (Białystok, 23 marzo 1991) è un'ex cestista polacca.

## Carriera
Con la Polonia ha disputato i Campionati europei del 2015.